# Willem VI van Horne
Willem VI van Horne (ca. 1358 - 1417) was heer van Horne, Altena en Kortessem. Hij was zoon van Willem V van Horne en Machteld van Arkel.

## Geschiedenis
In 1369 volgde Willem VI, ongeveer twaalf jaar oud, zijn oom Dirk Loef van Horne op als heer van Horne, Altena en Kortessem. Daarnaast was hij heer van Weert, waar hij in 1378 het zegelrecht verleende aan de wolwevers, die het eerste ambachtsgilde in Weert stichtten. Met de opkomst van de lakenindustrie begon een periode van economische bloei in Weert, dat rond 1400 een stedelijk karakter begon te krijgen.
Willem VI van Horne nam in 1371 deel aan de Gelderse Successieoorlog aan de zijde van Jan van Blois tegen hertog Willem II van Gulik. Na enige maanden trok Willem van Horne zich terug uit de strijd. De vrede werd bezegeld met een huwelijksovereenkomst tussen Willem VI en Johanna van Heinsberg, een nicht van de hertog van Gulik. 
In de Hoekse en Kabeljauwse twisten was Willem van Horne aanvankelijk een bondgenoot van Albrecht van Beieren, graaf van Holland, maar raakte bij deze uit de gunst. De leenrechten van Altena werden vervolgens aan Willem van Horne ontnomen en toegekend aan Albrechts zoon Willem van Oostervant, de latere Willem VI van Holland.
Willem betekende veel voor het land van Altena en Woudrichem, waaraan hij enkele privileges schonk. Hij hielp de ruwaard Albrecht na een dijkdoorbraak in 1374, zonder daartoe verplicht te zijn, het gat in de dijk van de Groote Waard te Werkendam te dichten.

### Voogdij Thorn
De heren van Horn waren door de graaf van Gelre beleend met de ondervoogdij van het stift Thorn. In 1397 komt Willem met het stift overeen dat hij de rechten van Thorn zal bewaren, zolang zijn dochter Mechteld daar abdis is. Zij was op 4 mei 1397 ondanks dat zij niet volwassen was, zij was 17 jaar, geïnstalleerd als abdis.

## = Overlijden
Volgens sommige bronnen overleed Willem VI van Horne op 25 October 1415 in de Slag bij Azincourt.
Andere bronnen plaatsen zijn overlijden in 1417.

## Huwelijk en kinderen
Willem trouwde in 1374 met Johanna van Heinsberg, dochter van Godfried van Heinsberg en Philippa van Gulik.
Uit dit huwelijk werden geboren:
- Willem VII van Horne heer van Horn en Altena.
- Mechteld van Horne, abdis van Thorn (1397-1459).
- Johanna van Horne.
- Oda van Horne, trouwde op 28 januari 1417 met Jan van Ghemen.

In 1386 Willem VI werden de leenrechten in Altena vervallen verklaard.
In 1405 trad Willem VI af ten gunste van zijn zoon Willem VII.